# Marianne Bratt
Marianne Bratt, eigentlich Marianne Bartel (* 20. September 1884 in Prag; † 8. Oktober 1951 in Berlin-Grunewald) war eine deutsche Schauspielerin.

## Leben
Marianne Bratt war an Bühnen in Brünn, Frankfurt an der Oder sowie Berlin zu sehen. Vornehmlich trat sie in Rollen wie der Iphigenie, Maria Stuart und der Elisabeth auf, später hauptsächlich in Mütterrollen. Sie starb nach langer Krankheit 1951 in einem Krankenhaus in Berlin-Grunewald.

## Theater
- 1904: Franz Grillparzer: Des Meeres und der Liebe Wellen (Janthe) – Regie: Gustav Schefranek (Berliner Theater)
- 1905: Heinrich von Kleist: Der zerbrochne Krug (Eve) – Regie: Hans Oberländer (Kleines Theater Berlin)
- 1905: Ludwig Anzengruber: Das vierte Gebot (Hedwig) – Regie: ? (Kleines Theater Berlin)
- 1905: Johann Wolfgang von Goethe: Die Laune des Verliebten (Amine) – Regie: Hans Oberländer (Kleines Theater Berlin)
- 1906: Sophokles: Antigone (Sprecherin) – Regie: Hans Oberländer (Kleines Theater Berlin)
- 1906: Oscar Wilde: Ein idealer Gatte (Mrs: Marchmont) – Regie: Ernst Wehlisch (Kleines Theater Berlin)
- 1911: Kurt Küchler: Des Lebens Possenspiel (Gerda) – Regie: ?  (Belle-Alliance-Theater Berlin)
- 1913: Alfred Walter-Horst: Die schwarze Schar – Regie: Sigfried Raden (Festspielhaus Zobken, Schlesien)
- 1916: August von Kotzebue: Die beiden Klingsberg (Mdm. Friedberg) – Regie: ? (Lessingtheater Berlin)
- 1919: Georg Kaiser: Die Bürger von Calais – Regie: Paul Legband (Theater Volksbühne am Bülow-Platz Berlin)
- 1920: Friedrich Schiller: Kabale und Liebe (Frau Miller) – Regie: Johannes Klaudius (Theater Volksbühne am Bülow-Platz Berlin)
- 1920: Adolf Glassbrenner: Eine Landpartie (Mathilde) – Regie: Jürgen Fehling (Theater Volksbühne am Bülow-Platz Berlin)
- 1920: Friedrich Schiller: Wallensteins Tod (Herzogin) – Regie: Friedrich Kayssler (Theater Volksbühne am Bülow-Platz Berlin)
- 1920: Heinrich von Kleist: Das Käthchen von Heilbronn – Regie: Johannes Klaudius (Theater Volksbühne am Bülow-Platz Berlin)
- 1921: William Shakespeare: Komödie der Irrungen (Aebtissin) – Regie: Jürgen Fehling (Theater Volksbühne am Bülow-Platz Berlin)
- 1921: Ferdinand Raimund: Der Bauer als Millionär (Die Zufriedenheit) – Regie: Jürgen Fehling (Theater Volksbühne am Bülow-Platz Berlin)
- 1922: Gerhart Hauptmann: Die Ratten (Frau Hassenreuter) – Regie: Jürgen Fehling (Theater Volksbühne am Bülow-Platz Berlin)
- 1922: Adolph L’Arronge: Mein Leopold (Frau Zernikow) – Regie: Heinz Hilpert (Theater Volksbühne am Bülow-Platz Berlin)
- 1923: Johann Nestroy: Der Zerrissene (Madame Schleyer) – Regie: Julius Sachs (Theater Volksbühne am Bülow-Platz Berlin)
- 1923: Ludwig Holberg: Herr Vielgeschrey, der Mann der keine Zeit hat – Regie: Heinz Hilpert (Theater Volksbühne am Bülow-Platz Berlin)
- 1924: Ludwig Anzengruber: Der G’wissenswurm (Rosi) – Regie: Hans Felix (Freie Volksbühne Berlin im Central-Theater Berlin)
- 1924: August Strindberg: Ostern (Frau Hayst) – Regie: Paul Henckels (Theater Volksbühne am Bülow-Platz Berlin)
- 1924: Leonid Andrejew: König Hunger – Regie: Fritz Holl (Theater Volksbühne am Bülow-Platz Berlin)
- 1927: Friedrich Kayssler: Jan der Wunderbare – Regie: Günther Stark (Theater am Schiffbauerdamm Berlin)
- 1930: Julius Rosen: Badekuren (Camilla, Ehefrau) – Regie: Otto de Nolte ( Städtische Freilichtbühne auf dem Glacis der Zitadelle Spandau)
- 1930: Oskar Blumenthal, Gustav Kadelburg: Im weißen Röss’l (Wirtin Josefa Vogelhuber) – Regie: Otto de Nolte (Städtische Freilichtbühne auf dem Glacis der Zitadelle Spandau)
- 1931: Franz von Schönthan, Franz Koppel-Ellfeld: Renaissance (Marchesa Gennara de Sanvavelli) – Regie: Otto de Nolte (Städtische Freilichtbühne auf dem Glacis der Zitadelle Spandau)
- 1931: Robert Bürkner: Ihr neuer Papa (Brigitte Habermeier) – Regie: Otto de Nolte (Städtische Freilichtbühne auf dem Glacis der Zitadelle Spandau)
- 1931: Hans Brennert: Bumerang (Haushälterin) – Regie: Otto de Nolte (Städtische Freilichtbühne auf dem Glacis der Zitadelle Spandau)
- 1932: Ernst von Wolzogen: Die Kinder der Exzellenz (Mathilde, Exzellenz) – Regie: Otto de Nolte (Städtische Freilichtbühne auf dem Glacis der Zitadelle Spandau)
- 1932: Toni Impekoven, Carl Mathern: Die drei Zwillinge (Leontine) – Regie: Otto de Nolte (Städtische Freilichtbühne auf dem Glacis der Zitadelle Spandau)
- 1934: Louis Angely: Die Reise auf gemeinschaftliche Kosten (Frau Mehlmeyer) – Regie: Heinz Hilpert (Theater Volksbühne am Horst-Wessel-Platz Berlin)
- 1940: Hermann Sudermann: Johannisfeuer – Regie: Paul Rose (Rose-Theater Berlin)
- 1942: Gerhart Hauptmann: Peter Brauer (Mutter Krebs) – Regie: Paul Rose (Rose-Theater Berlin)
- 1948: Noel Coward: Weekend (Hausdrache) – Regie: Thomas Engel (Tribüne Berlin)